# Martin Maria Eschenbach
Martin Maria Eschenbach (* 14. Juli 1977 in Würzburg) ist ein deutscher Schauspieler.

## Leben
Nach einer Ausbildung zum Zimmermann absolvierte er 1998 das Fachabitur. Danach studierte er an der Hochschule für Musik und Darstellende Kunst in Stuttgart. Er spielte von 1996 bis 1999 im Theater am Neunerplatz in Würzburg, wo er Thomas Heinemann und Frank-Markus Barwasser kennenlernte, mit denen er 2007 in dem Film Vorne ist verdammt weit weg mitwirkte. Nach seinem Engagement in Würzburg spielte Eschenbach in Aalen, Stuttgart, Darmstadt und Rio de Janeiro. Seit der Spielzeit 2009/2010 gehört er zum Ensemble des Landestheaters Tübingen.
Seit September 2015 spielt Eschenbach die Hauptfigur Angelo Sommerfeld in der Serie Positive Sinking des Bayerischen Fernsehens.

## Filmografie
- 2004–2006: München 7, zwei Staffeln (Franz Xaver Bogner)
- 2006: Left and Leaving
- 2007: Vorne ist verdammt weit weg
- 2008: Unterwegs nach woanders
- 2008: Freiwild. Ein Würzburg-Krimi (Fernsehreihe)
- 2008: Der Seewolf
- 2015: Positive Sinking (Web-/Fernsehserie)
- 2018: Das Sockenschwein (Kurzfilm / Werbeclip)